# Czuba nad Uboczą
Die Czuba nad Uboczą ist ein Berg in der polnischen Hohen Tatra mit einer Höhe von 1630 m n.p.m.

## Lage und Umgebung
Unterhalb des Gipfels liegt das Tal Dolina Roztoki. 

## Etymologie
Der Name Czuba nad Uboczą lässt sich als Gipfel über dem Abseits übersetzen. 

## Belege
- Zofia Radwańska-Paryska, Witold Henryk Paryski, Wielka encyklopedia tatrzańska, Poronin, Wyd. Górskie, 2004, ISBN 83-7104-009-1.
- Tatry Wysokie słowackie i polskie. Mapa turystyczna 1:25.000, Warszawa, 2005/06, Polkart ISBN 83-87873-26-8.